# Perené (Peru)
Perené ist eine Kleinstadt in der Provinz Chanchamayo in der Verwaltungsregion Junín in Zentral-Peru. Sie ist Verwaltungssitz des gleichnamigen Distrikts Perené.

## Geographische Lage
Die Stadt liegt in der peruanischen Zentralkordillere etwa 240 km nordöstlich der peruanischen Hauptstadt Lima. Die auf einer Höhe von 621 m gelegene Kleinstadt liegt beiderseits des Río Perené an der Einmündung dessen Nebenflüsse Río Huatziroqui und Río Anashirona. Die Nationalstraße 5S führt von La Merced an Perené vorbei nach Pichanaqui.
Die Einwohnerzahl von Perené lag 1993 bei 6005, 2007 bei 6909 und 2017 bei 6733.